# Glenea bicolor
Glenea bicolor är en skalbaggsart som beskrevs av Schwarzer 1924. Glenea bicolor ingår i släktet Glenea och familjen långhorningar. Inga underarter finns listade i Catalogue of Life.